# Куркент
Куркент (лезг. Кур, Крар, Курхуьр) — село в Сулейман-Стальском районе Республики Дагестан.
Образует муниципальное образование сельское поселение село Куркент, как единственный населённый пункт в его составе.

## География
Селение расположено в центральной части района, на левом берегу реки Чирагчай, в 3 км к северо-западу от районного центра — села Касумкент и в 55 км к юго-западу от города Дербент.

## История
Село в XIX веке
Точная дата происхождения села неизвестно. С 1866 по 1928 года Куркент входил в Кюринский округ являлся единственным населённым пунктом Куркентского сельского общества. 
В 1875 году в Куркенте произошёл сильный пожар. 51 дом сгорел дотла, 19 домов получили значительные повреждения. Общий материальный ущерб составил 24 439 рублей. Обошлось без людских жертв — лишь три человека получили ожоги. 
В 1886 году в Куркенте проживал 931 человек.
Село в XX веке
В 1916 году в селе была открыта первая светская школа.
1925—1926 года обозначились созданием партийных и комсомольских ячеек. В 1930 году был создан колхоз имени «И.В. Сталина». В годы Великой Отечественной войны на фронт ушло 220 куркентцев, из них 109 пало в боях. В селе установлен обелиск памяти павших односельчан. В январе 1943 года труженики колхоза имени Сталина отправили авиаэскадрильи имени Валентина Эмирова 340 тысяч рублей, 60 пудов зерна и 30 пудов мяса. 
В 1966 году после сильного землетрясения, в Куркент были переселены семьи из пострадавших сёл Чиликар и Хпюк. В 1984 году в Куркенте открылась вторая школа.

## Население
| 1895  | 1926  | 1939  | 1970  | 1989  | 2002  | 2010  |
| ----- | ----- | ----- | ----- | ----- | ----- | ----- |
| 896   | ↗1136 | ↗1215 | ↗2227 | ↘1905 | ↗3011 | ↗4071 |
| 2012  | 2013  | 2014  | 2015  | 2016  | 2017  | 2018  |
| ↗4073 | ↘4062 | ↘4045 | ↘4013 | ↘3975 | ↘3932 | ↘3886 |
| 2019  | 2020  | 2021  | 2023  | 2024  | 2025  |       |
| ↘3843 | ↘3798 | ↗3960 | ↘3954 | ↘3933 | ↘3904 |       |

Моноэтническое село — 99,1 % жителей составляют лезгины. В селе проживают преимущественно представители 13 лезгинских тухумов: Купчияр, Къубалуяр, Ярабар, Дугъанар, Сутаяр, Цӏарахар, Бирякьар, Цӏемпӏияр, Фудурар, Сикӏер, Гачалар, Шинекӏар, Лакарар.

## Инфраструктура
Село электрифицировано, газифицировано и снабжено водопроводом. Функционируют две школы, участковая больница, библиотека, детсад, мечеть и спортзал.

## Известные уроженцы
В 1340 году здесь родился классик средневековой лезгинской литературы — поэт Кюре Мелик.